# Bělá (Pelhřimov)
Bělá é uma comuna checa localizada na região de Vysočina, distrito de Pelhřimov.